# 알아흘리 아랍 병원 폭발

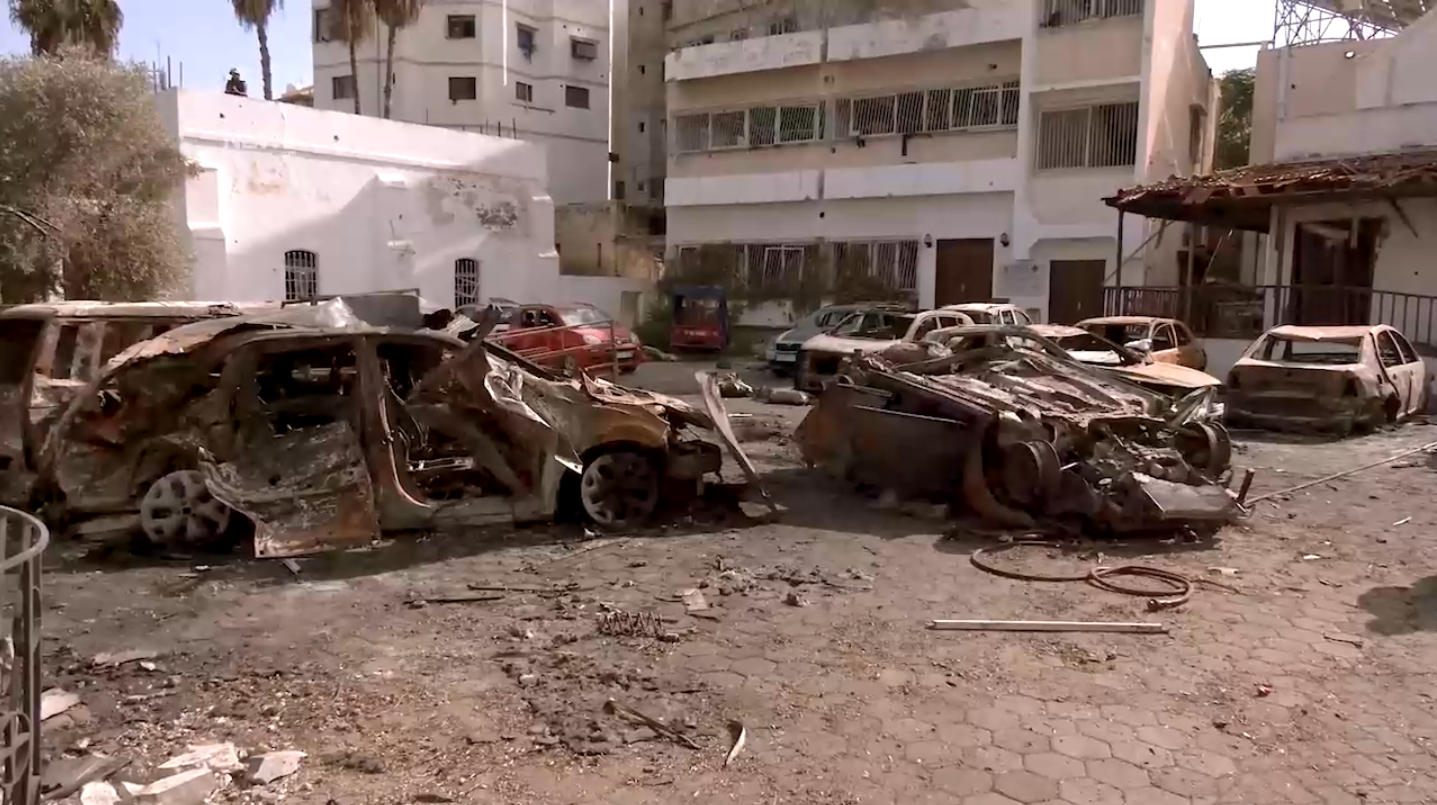
폭발 이후 모습

2023년 10월 17일, 2023년 이스라엘-하마스 전쟁 중 가자시티의 알아흘리 아랍 병원 안뜰 주차장에서 폭발이 발생하여 그곳에서 피난처를 찾는 팔레스타인 난민 사이에 수많은 사망자와 부상자가 발생했다.
사망자 수에 대한 보고는 매우 다양하다. 하마스가 운영하는 가자 보건부는 471명이 사망했다고 보고했다. 병원을 관리하는 성공회 교구는 200명을 보고했고, 미국 정보기관은 사망자 수를 100~300명 사이로 평가했다.
폭발의 원인은 논쟁의 여지가 있다. 이스라엘, 미국, 프랑스, 영국, 캐나다는 정보 소식통에 따르면 이번 폭발의 원인은 팔레스타인 이슬람 지하드(PIJ)가 가자지구 내에서 발사한 로켓 발사에 실패했기 때문이라고 밝혔다. 하마스와 PIJ는 이번 폭발이 이스라엘의 공습으로 인해 발생했다고 밝혔다. 폭발의 가장 가능성 있는 원인은 팔레스타인에서 발사된 로켓이 잘못 발사되었기 때문에 군수 전문가들 사이에는 만장일치는 아니었지만 광범위한 합의가 이루어졌다. 원인에 대한 결정적인 판단은 가자 지구에 대한 언론 접근 부족과 발사체 잔해를 사용할 수 없기 때문에 방해를 받았다. 이스라엘 방위군이 증거로 인용한 알자지라 영상에는 실제로 사건과 무관한 아이언 돔 발사체가 등장했다.